# Wertheriaden
Als Wertheriaden bezeichnet man Werke, die sich am Vorbild von Johann Wolfgang Goethes Briefroman Die Leiden des jungen Werthers orientieren. Die produktive Rezeption des Textes setzt unmittelbar nach seiner Veröffentlichung im Jahre 1774 ein und manifestiert sich nicht nur in literarischen Gattungen (Lyrik, Drama, Prosa), sondern auch in den Bereichen Oper, Lied und später dem Film.

## Geschichtlicher Hintergrund
Die Leiden des jungen Werther war Goethes größter Publikumserfolg. Der Roman traf zur Zeit seines Erscheinens das Lebensgefühl seiner Generation. Das darin geschilderte „gefährliche Extrem des sentimentalischen Charakters“ (Friedrich Schiller: Über naive und sentimentalische Dichtung) stieß im Sturm und Drang auf immenses Interesse. Der Text regte nicht nur zur kritischen Rezeption an. Schon kurz nach seinem Erscheinen wurde der zeitgenössische Buchmarkt von unterschiedlichsten Nach-, Um- und Weiterdichtungen überflutet.
Dabei handelte es sich um eine Artikulationsform des Weltschmerzes oder der Melancholie, die sich in Gestalt der Vanitas-Stimmung spätestens seit dem Barock in der Literatur manifestierten. Das Motiv der „Krankheit zum Tode“ (Kierkegaard) entstammte dieser Tradition. Seit dem Zeitalter der Empfindsamkeit konnten sich die übersteigerte Individualität und selbst der Narzissmus offener artikulieren. Über die Kunst hinaus führte die Nachahmung der Werther-Figur zu einer Folge von Suiziden oder Suizidversuchen, was heute mit Werther-Effekt bezeichnet wird.
Neu und sensationell war, dass Werthers Selbstmord nicht mehr als Sünde tabuisiert wurde, sondern als „Freytod“ öffentlich in den Bereich einer individuellen Freiheit gerückt wurde, die sich gegen gesellschaftliche Zwänge behaupten durfte.

## Varianten

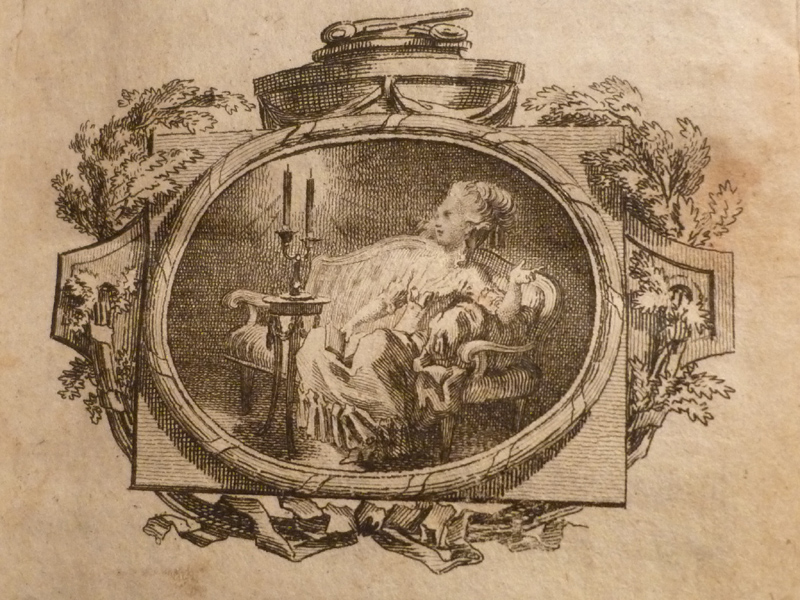
Die durch die Lektüre des Werthers völlig verzückte Sybille, Hauptfigur aus Göchhausens Werther-Fieber (1776). Titelvignette von Carl Leberecht Crusius.

Zu den bekanntesten frühen Wertheriaden zählt Christoph Friedrich Nicolais Freuden des jungen Werthers (1775) als aufklärerische Entgegnung auf die übersteigerte, destruktive Emotionalität Werthers.
Stärker konnte sich Jakob Michael Reinhold Lenz mit der Emotionalität der Werther-Figur befreunden: Der Waldbruder, ein Pendant zu Werthers Leiden. Dieser Briefroman – hier trägt die Werther-Figur den Namen „Herz“ – entstand 1776, wurde aber erst 1797 publiziert, und zwar von Goethe, der zeitweilig selbst eine um die Vorgeschichte seines Helden erweiterte Fortsetzung seines Romans plante.
Die Rezeption von Die Leiden des jungen Werthers erstreckte sich darüber hinaus schon früh auf das europäische Ausland. 1775 erschien die erste französische Übersetzung. Übertragungen in andere Sprachen folgten, die auch Neugestaltungen nach sich zogen, so im Italienischen durch Ugo Foscolos Ultime lettere di Jacopo Ortis (1799), vor allem aber im französischen Sprachraum, wo neben Chateaubriands René (1802) auch Constants Adolphe. Anecdote trouvée dans les papiers d'un inconnu, et publiée (1806, erschienen 1816) und Senancours Oberman. Lettres publiées par M. Senancour (1804) eine intensive Rezeption dokumentieren.
Napoléon Bonaparte beglückwünschte Goethe noch 1808 zu seinem Werther, den er wie die meisten Zeitgenossen als Hauptwerk des Schriftstellers sah. Ähnlich wie der Fauststoff, Schillers Die Räuber oder Carl Maria von Webers Oper Der Freischütz wurde der „deutsche“ Werther zur Ikone einer internationalen Populärkultur, deren Zentrum damals Paris war.
Ernste und parodistische Wertheriaden in Oper und Ballett gibt es zuhauf: Schon 1792 komponierte Rodolphe Kreutzer eine Opéra comique Charlotte et Werther. Im Pariser Théâtre des Variétés kam 1817 ein Vaudeville mit dem Titel Werther ou Les égarements d’un cœur sensible von Georges Duval heraus, das jahrelang gegeben wurde. Johann Simon Mayr komponierte möglicherweise zwischen 1794 und 1797 eine Oper Verter (auch Vincenzo Pucitta zugeschrieben). Zur berühmtesten Werther-Oper wurde Jules Massenets Werther (1892). Der narzisstische Held war eine beliebte Bühnenfigur im damaligen drame lyrique.
Die wilhelminische Vereinnahmung Goethes als Nationaldichter, neo-romantische Strömungen, das von Krankheit und Tod faszinierte Décadence-Bewusstsein des Fin de siècle und andere Faktoren, wie die psychopathographischen und sozialkritischen Implikationen des Textes, mögen einige Ursachen dafür gewesen sein, dass in diesem Zeitraum wieder auffällig viele Wiederholungen und Variationen des Werther-Romans und der Werther-Figur im deutschen Sprachgebiet entstanden.
In Ludwig Jacobowskis Werther, der Jude (1892) scheitert die Werther-Figur an dem Konflikt zwischen dem eigenen Wunsch nach Assimilation, der nicht zu unterdrückenden Verwurzelung in ihrer jüdischen Herkunft und an dem im deutschen Nationalstaat wieder aufblühenden Antisemitismus.
1902 kreierte der pseudonyme Autor Narkissos einen homosexuellen Werther (Der neue Werther). Reinhard Goering mit Jung Schuk und Hans Carossa mit Doktor Bürgers Ende, beide 1913, entwickelten überreflektierte, hochsensible Künstlernaturen, die am Widerspruch zwischen Ich und gesellschaftlicher Realität zugrunde gehen.
Diese und andere Werke imitierten fast alle in Gestalt des Tagebuchromans auch die monoperspektivische Form ihres Vorbilds. Spuren der Werther-Figur finden sich zudem im Frühwerk Thomas Manns (defizitäre Persönlichkeit, Leiden an der eigenen Lebensuntüchtigkeit, Unfähigkeit zur Kunstproduktion etc.) und in Rainer Maria Rilkes Die Aufzeichnungen des Malte Laurids Brigge (1910), wo einige Motive sowie die Tagebuchform auf Die Leiden des jungen Werthers verweisen. Zu nennen wären auch Hesses Der Steppenwolf (1927) sowie Teile von Joseph Goebbels’ Michael (1929) und von Ansichten eines Clowns von Heinrich Böll (1963).
Ein politisch akzentuierter Werther, der das Lebensgefühl der 68er-Bewegung in der damaligen DDR ausdrückte, war Ulrich Plenzdorfs Die neuen Leiden des jungen W..
1975 bezog sich Karl Heinz Kramberg durch die Wahl des Romantitels Werters Freuden auf „Werthers Leiden“.
Ines Eck beschrieb Werther aus Lottes Sicht. Ihr Text Werther sagt Lotte wurde 2010 im Theater Freiburg unter Regie von Matthias Brenner uraufgeführt, und im Hessischen und im Mitteldeutschen Rundfunk als Hörspiel gesendet.
Als moderne Wertheriade ist auch die popliterarische und betont introspektive Autobiografie The Rise and Fall of Maximilian Hecker (2012) zu verstehen.

## Liste
| Autor                             | Werk | Jahr |
| --------------------------------- | --- | ---- |
| August Cornelius Stockmann        | Die Leiden der jungen Wertherinn, Griesbachische Buchhandlung, Eisenach.                                                                                 | 1775 |
| Christoph Friedrich Nicolai       | Freuden des jungen Werthers. | 1775 |
| August Friedrich von Goué         | Masuren oder der junge Werther. Ein Trauerspiel aus dem Illyrischen.                                                                                     | 1775 |
| Carl Ernst von Reitzenstein       | Lotte bei Werthers Grabe. | 1775 |
| Jakob Michael Reinhold Lenz       | Briefe über die Moralität der Leiden des jungen Werthers.                                                                                                |      |
| Ernst August Anton von Göchhausen | Das Werther-Fieber, ein unvollendetes Familienstück | 1776 |
| Jakob Michael Reinhold Lenz       | Der Waldbruder, ein Pendant zu Werthers Leiden. In: Sigrid Damm (Hrsg.): Werke und Briefe in drei Bänden. Bd. 2, Hanser, München/ Wien 1987, S. 380–412. | 1776 |
| Johann Martin Miller              | Siegwart, eine Klostergeschichte. | 1776 |
| Herbert Croft                     | Love and Madness, a Story too true, in a series of letters between Parties whose names could perhaps be mentioned were they less known or less lamented. | 1780 |
| Heinrich von Kleist               | Der Neue (glücklichere) Werther. | 1811 |
| Achim von Arnim                   | Die zerbrochene Postkutsche. Text zu einer komischen Operette                                                                                            | 1818 |
| Johann Nestroy                    | Werthers Leiden und seine verlorengegangene Lotte. | 1847 |
| Jules Massenet                    | Werther. (Oper) | 1892 |
| André Calmettes                   | Werther. (Verfilmung) | 1910 |
| Arnold Mendelssohn                | Drei Madrigale nach Worten des jungen Werthers. (Madrigale für gemischten Chor)                                                                          | 1912 |
| Hans Carossa                      | Doktor Bürgers Ende. Letzte Blätter eines Tagebuchs. Insel, Leipzig.                                                                                     | 1913 |
| Reinhard Goering                  | Jung Schuk. In: Ders.: Prosa, Dramen, Verse. Langen & Müller, München 1961, S. 95–266.                                                                   | 1913 |
| Joseph Goebbels                   | Michael – ein deutsches Schicksal. In: Tagebuchblätter.                                                                                                  | 1929 |
| Max Ophüls                        | Werther. (Verfilmung) | 1938 |
| Thomas Mann                       | Lotte in Weimar. | 1939 |
| Karl Heinz Stroux                 | Begegnung mit Werther. (Verfilmung, siehe Deutsches Filminstitut)                                                                                        | 1949 |
| Jerome D. Salinger                | Der Fänger im Roggen. | 1951 |
| Ulrich Plenzdorf                  | Die neuen Leiden des jungen W. | 1972 |
| Egon Günther                      | Die Leiden des jungen Werther. (Verfilmung, ) | 1977 |
| Jacques Doillon                   | Le jeune Werther (Film) | 1993 |
| Dana Bönisch                      | Rocktage. | 2003 |
| Maximilian Hecker                 | The Rise and Fall of Maximilian Hecker. | 2012 |